# Міуський округ
Міуський округ —  цивільний округ, адміністративна одиниця Області війська Донського Російської імперії.
Адміністративний центр — слобода Голодаївка.

## Географія
Міуський округ займав 11449 кв. верст і знаходився у південно-західній частині області. Міуський округ в Області Війська Донського був самим населеним: на одного мешканця припадало всього лише 5,97 десятини землі, в той час, як у інших округах ця цифра доходила до 60 десятин.

## Історія
Землі Міуського округу у 1711—1734 роках перебували під владою Запорозького коша, що був під протекторатом Османської імперії. З 1734 року російський уряд намагався заселити військові землі Запоріжжя селянами, тому тут утворилася Яланецька паланка Війська Запорозького Низового. На ці землі зазіхали донські козаки й за допомогую звинувачень й наклепів на запорожців просили царський уряд про передачу їм прав на володіння. У 1746 році було встановлено межу між запорожцями та донцями по річці Калміус.
1802 року замість 11 розшукових Військо Донське було розділене на 7 округів: Черкаський, 1-й Донський, 2-й Донський, Усть-Медведицький, Донецький, Хоперський, Міуський.
У 1888 році Міуський округ був об'єднаний з Таганрізьким градоначальством та першим станом Ростовського повіту, й став називатися Таганрізький округ.

## Чисельність українців
Населення Міуського округу було майже суцільно українським. За даними переписів у Російській імперії абсолютна й відсоткова чисельність українців:
- 5-та ревізія (1794 рік) — 34,7 тисяч осіб (100 %);
- 7-ма ревізія (1815 рік) — 55,7 тисяч осіб (100 %);
- 8-ма ревізія (1833 рік) — 49,5 тисяч осіб (88,9 %);
- 9-та ревізія (1850 рік) — 92,8 тисяч осіб (99,0 %);
- 10-та ревізія (1858 рік) — 122,8 тисяч осіб (97,5 %).[2]

## Адміністративний поділ
До складу Міуського округу входили:
|    | Волость                        | Населення (1873) | Волосний центр       |
| -- | ------------------------------ | ---------------- | -------------------- |
| 1  | Олексієво-Орловська волость    | 5613             | Олексієво-Орловськ   |
| 2  | Амвросіївська волость          | 5581             | Амвросіївка          |
| 3  | Андріївська волость            | 3672             | Андріївка            |
| 4  | Артемівська волость            | 2937             | Артемівка-Янова      |
| 5  | Астахівська волость            | 1865             | Астахове             |
| 6  | Грабівська волость             | 3140             | Грабова              |
| 7  | Голодаївська волость           | —                | Голодаївка           |
| 8  | Дар'ївська волость             | 2628             | Дар'ївка             |
| 9  | Дмитрівська волость            | 5776             | Дмитрівка            |
| 10 | Зуївська волость               | 4578             | Зуївка               |
| 11 | Картушинська волость           | 3296             | Картушине            |
| 12 | Кузнецово-Михайлівська волость | 1184             | Кузнецово-Михайлівка |
| 13 | Маринівська волость            | 4612             | Маринівка            |
| 14 | Матвієво-Курганська волость    | 2480             | Матвіїв-Курган       |
| 15 | Нагольно-Тарасівська волость   | 3147             | Нагольно-Тарасівка   |
| 16 | Ровенецька волость             | 4530             | Ровеньки             |
| 17 | Степанівсько-Кринська волость  | 2940             | Степано-Кринка       |
| 18 | Успенська волость              | 3958             | Успенка              |